# La Femme qui rêve
Pour plus de détails, voir Fiche technique et Distribution.
La Femme qui rêve (La ragion pura) est un film dramatique italien réalisé par Silvano Agosti et sorti en 2001. Il est adapté d'un roman paru en 1977 écrit par Agosti lui-même.
Le film a été sélectionné au Festival de cinéma de la ville de Québec et aux Golden Globes 2002. La Femme qui rêve a également été présenté au Festival du film de Turin en tant que long métrage hors compétition.

## Synopsis
Après 15 ans de vie commune, deux époux tombent dans une monotonie morne qui anesthésie toute émotion et éteint tout projet ; la situation est encore alourdie par un avortement qui accroît l'ennui et la tristesse de leur quotidien.
Mais, de façon inattendue, l'époux se rend compte pendant la nuit qu'il peut parler à sa femme, car dans son sommeil, elle murmure des phrases pleines de transgression, de désir et d'érotisme. Les désirs et les fantasmes mystérieux de la femme dévoilent une nouvelle intimité entre les deux, qui parviennent à raviver leur passion entre rêve et réalité.

## Fiche technique
Sauf indication contraire, les informations mentionnées dans cette section peuvent être confirmées par la base de données cinématographiques IMDb,  présente dans la section « Liens externes ».
- Titre français : La Femme qui rêve
- Titre original italien : La ragion pura[1] (litt. « La raison pure »)
- Réalisateur : Silvano Agosti
- Scénario : Silvano Agosti
- Photographie : Silvano Agosti
- Montage : Silvano Agosti
- Musique : Ennio Morricone
- Décors : Patrizia Gallo
- Société de production : 11 marzo Cinematografia s.r.l.
- Pays de production :  Italie
- Langue de tournage : italien
- Format : Couleur
- Durée : 83 minutes (1 h 23)
- Genre : Drame
- Dates de sortie :
  - Canada : 1er septembre 2001
  - Italie : 26 octobre 2001

## Distribution
- Franco Nero : Le mari
- Eleonora Brigliadori : Anna